# Stråtjärnen (Gräsmarks socken, Värmland)
Stråtjärnen är en sjö i Sunne kommun i Värmland och ingår i Göta älvs huvudavrinningsområde. Sjön har en area på 0,0473 kvadratkilometer och ligger 335,2 meter över havet. Sjön avvattnas av vattendraget Svartbäcken.

## Delavrinningsområde
Stråtjärnen ingår i det delavrinningsområde (665986-132607) som SMHI kallar för Mynnar i Kymmen. Medelhöjden är 323 meter över havet och ytan är 33,77 kvadratkilometer. Det finns inga avrinningsområden uppströms utan avrinningsområdet är högsta punkten. Svartbäcken som avvattnar avrinningsområdet har biflödesordning 5, vilket innebär att vattnet flödar genom totalt 5 vattendrag innan det når havet efter 358 kilometer. Avrinningsområdet består mestadels av skog (82 procent) och sankmarker (11 procent). Avrinningsområdet har 0,65 kvadratkilometer vattenytor vilket ger det en sjöprocent på 1,9 procent.